# Carla Bautista
Carla Bautista Piqueras (Albacete, Castilla-La Mancha, España; 14 de marzo de 2000) es una futbolista española. Juega como delantera y su actual club es el Mynavi Sendai de la WE League de Japón. Fue internacional sub-19 con la selección de España.

## Trayectoria

### Clubes
Comenzó a jugar en el equipo filial del Albacete. Tras dos temporadas, pasó al primer equipo donde permaneció otras dos temporadas. En la temporada 2017/18 el Atlético de Madrid se hizo con sus servicios y tras una temporada, decidió cederla a la Real Sociedad para que gozara de más minutos.
El 11 de mayo de 2019, Carla Bautista disputó su segunda final de la Copa de la Reina. En esta ocasión, con el conjunto txuri-urdin pudo disputar algunos minutos de juego contra el Atlético de Madrid. El equipo donostiarra se impuso en la final por 2 goles a 1.
En junio de 2020 fichó por el Valencia cf femenino.
En julio de 2023, Bautista fue contratada por el Mynavi Sendai Ladies de Japón.

### Selección nacional
En 2018, con la selección española Sub-19 se proclamó campeona de Europa en Suiza.

## Clubes
| Club                          | País   | Año             |
| ----------------------------- | ------ | --------------- |
| Fundación Albacete B          | España | 2013 - 2015     |
| Fundación Albacete            | España | 2015 - 2017     |
| Atlético de Madrid            | España | 2017 - 2018     |
| Real Sociedad (préstamo)      | España | 2018 - 2019     |
| Real Sociedad                 | España | 2019 - 2020     |
| Valencia CF                   | España | 2020 - 2021     |
| Fundación Albacete (préstamo) | España | 2020            |
| Rayo Vallecano                | España | 2021            |
| Fundación Albacete            | España | 2022            |
| Mynavi Sendai Ladies          | Japón  | 2023 - presente |

## Palmarés

### Campeonatos nacionales
| Título           | Club          | País   | Año       |
| ---------------- | ------------- | ------ | --------- |
| Copa de la Reina | Real Sociedad | España | 2018-2019 |

### Campeonatos internacionales
| Título                             | Equipo                     | Sede   | Año  |
| ---------------------------------- | -------------------------- | ------ | ---- |
| Campeonato Europeo Femenino Sub-19 | Selección de España Sub-19 | España | 2018 |